# Ally (Cantal)
Ally (okzitanisch: Ali) ist eine französische Gemeinde mit 596 Einwohnern (Stand: 1. Januar 2022) im Département Cantal in der Region Auvergne-Rhône-Alpes; sie gehört zum Arrondissement Mauriac und zum Kanton Mauriac. Die Einwohner werden Allyçois(es) genannt.

## Geographie
Ally liegt etwa 29 Kilometer nordnordwestlich von Aurillac. Die Gemeinde wird im Süden durch den Incon begrenzt, im Norden durch die Auze, die hier ihren Zufluss Sionne aufnimmt. Umgeben wird Ally von Mauriac im Norden, Le Vigean und Escorailles im Nordosten, Drugeac im Osten, Sainte-Eulalie im Osten, Pleaux im Süden, Barriac-les-Bosquets im Südwesten, Chaussenac im Westen sowie Brageac im Nordwesten.
Durch die Gemeinde führt die frühere Route nationale 680 (heutige D 680).

## Bevölkerungsentwicklung
| Jahr                       | 1962 | 1968 | 1975 | 1982 | 1990 | 1999 | 2006 | 2019 |
| Einwohner                  | 889  | 814  | 1008 | 861  | 698  | 700  | 671  | 599  |
| Quellen: Cassini und INSEE |      |      |      |      |      |      |      |      |

## Sehenswürdigkeiten
- Kirche Saint-Ferréol aus dem 12. Jahrhundert, Monument historique seit 1987
- Kirche Saint-Thibaud aus dem 11. Jahrhundert, Monument historique
- Schloss La Vigne, aus dem 15. Jahrhundert mit Umbauten aus dem 17. Jahrhundert und Park, Monument historique seit 1991
- Windmühlen

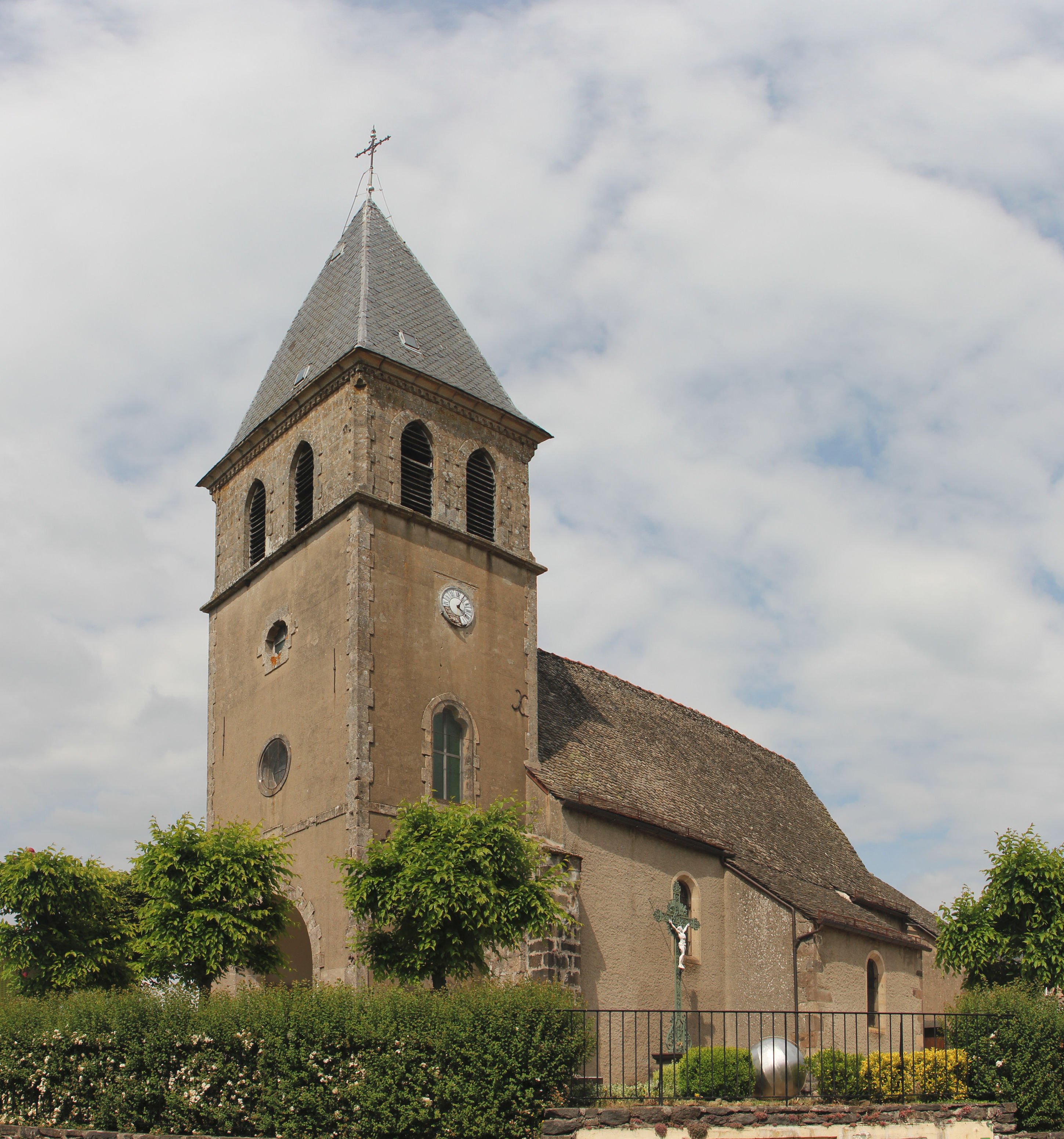
Kirche Saint-Ferréol
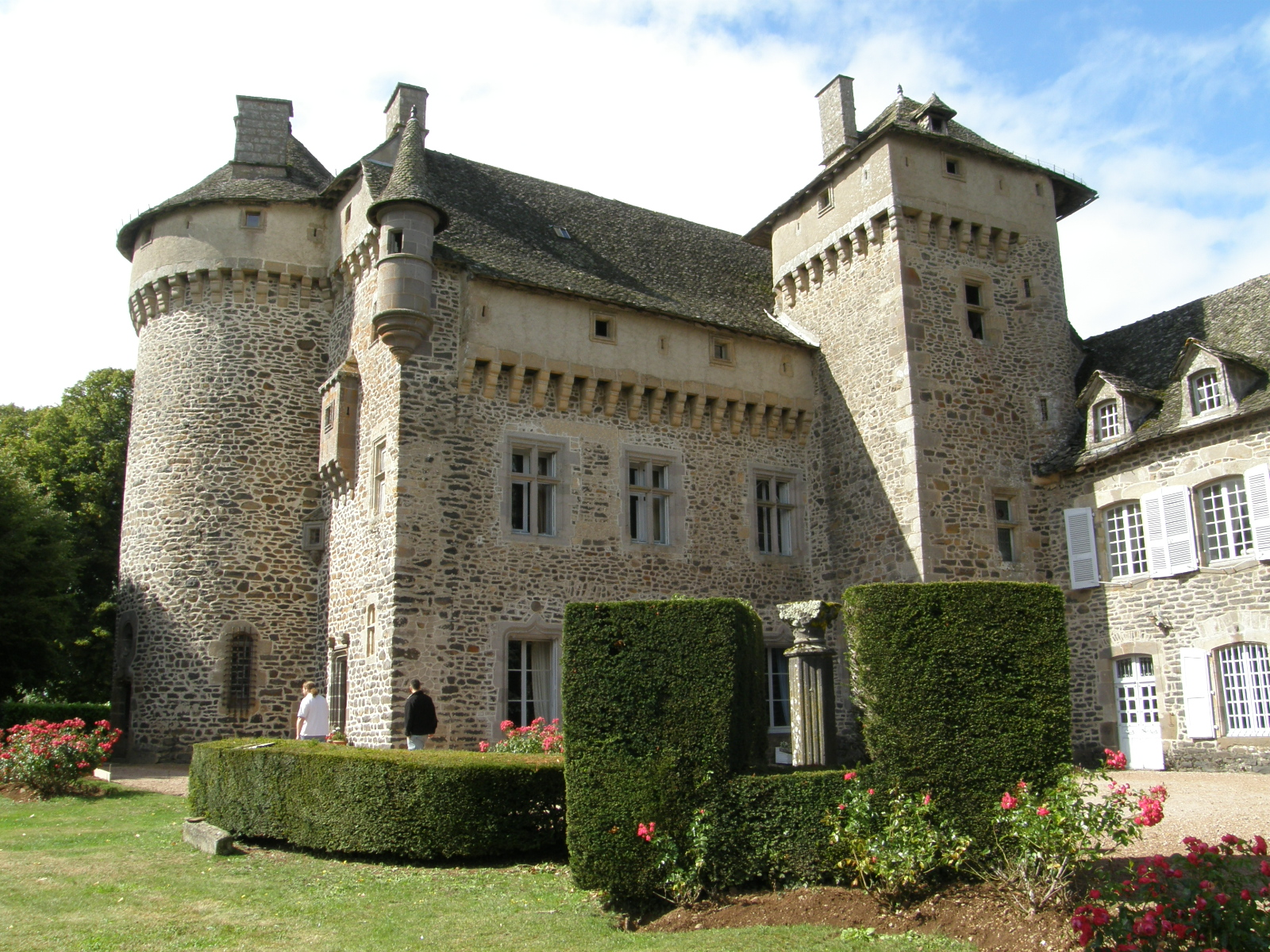
Schloss La Vigne
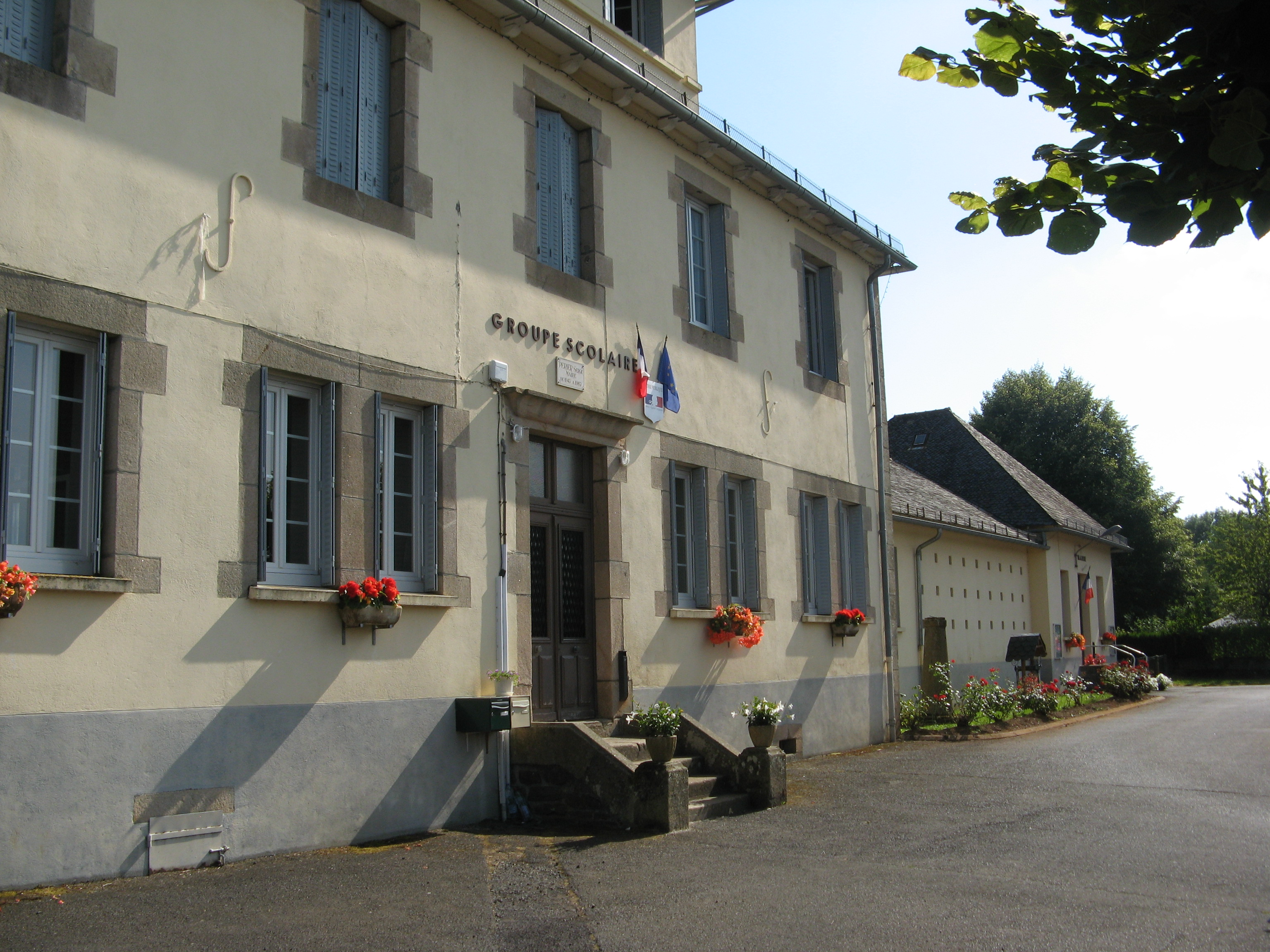
Rathaus- und Schulgebäude

## Trivia
Jean-Jacques Rousseau bewohnte zwischenzeitlich das Schloss La Vigne und besuchte die Kirche Saint-Ferréol.